# Motor lineal

Diagrama de cos lliure d'un motor lineal síncron de canal U. La vista és perpendicular a l'eix del canal. Les dues bobines al centre estan connectades mecànicament i s'alimenten en "quadratura" (és a dir, una diferència de fase de 90° (π/2 radians) entre el flux dels imants i el flux de les bobines). Les bobines inferior i superior en aquest cas particular tenen una diferència de fase de 90 °, cosa que fa que aquest sigui un motor bifàsic. (No a escala)

Un motor lineal és un motor elèctric que té l'estator i el rotor "desenrotllats", per tant, en comptes de produir un parell (rotació), produeix una força lineal al llarg de la seva longitud. Tanmateix, els motors lineals no són necessàriament rectes. De manera característica, la secció activa d'un motor lineal té extrems, mentre que els motors més convencionals estan disposats com un bucle continu.
Un mode de funcionament típic és un actuador de tipus Lorentz, en el qual la força aplicada és linealment proporcional al corrent i al camp magnètic. {\displaystyle ({\vec {F}}=I{\vec {L}}\times {\vec {B}})}.
Els motors lineals es troben més comunament en aplicacions d'enginyeria d'alta precisió.
S'han proposat molts dissenys per a motors lineals, que es divideixen en dues categories principals, motors lineals de baixa acceleració i alta acceleració. Els motors lineals de baixa acceleració són adequats per a trens maglev i altres aplicacions de transport terrestre. Els motors lineals d'alta acceleració són normalment més aviat curts i estan dissenyats per accelerar un objecte a una velocitat molt alta, per exemple, vegeu el coilgun.
Els motors lineals d'alta acceleració s'utilitzen normalment en estudis de col·lisions d'hipervelocitat, com a armes o com a motors massius per a la propulsió de naus espacials. Normalment són del disseny del motor d'inducció lineal de CA (LIM) amb un bobinatge trifàsic actiu a un costat de l'entrefer i una placa conductora passiva a l'altre costat. No obstant això, el motor lineal homopolar de corrent continu és un altre disseny de motor lineal d'alta acceleració. Els motors de baixa acceleració, alta velocitat i alta potència solen ser del disseny del motor síncron lineal (LSM), amb un bobinatge actiu a un costat de l'espai d'aire i una sèrie d'imants de pols alternatius a l'altre costat. Aquests imants poden ser imants permanents o electroimants. El motor del tren maglev de Xangai, per exemple, és un LSM.

## Tipus

### Sense emcombretes
Els motors lineals sense escombretes són membres de la família de motors síncrons. Normalment s'utilitzen en etapes lineals estàndard o s'integren en sistemes de posicionament personalitzats d'alt rendiment. Inventat a finals de la dècada de 1980 per Anwar Chitayat a Anorad Corporation, ara Rockwell Automation, i va ajudar a millorar el rendiment i la qualitat dels processos de fabricació industrial.

### Amb emcombretes
Els motors lineals de raspall (elèctrics) es van utilitzar en aplicacions d'automatització industrial abans de la invenció dels motors lineals sense escombretes. En comparació amb els motors trifàsics sense escombretes, que s'utilitzen habitualment avui en dia, els motors de raspall funcionen en una sola fase. Els motors lineals de raspall tenen un cost més baix ja que no necessiten cables mòbils ni servoaccionaments trifàsics. Tanmateix, requereixen un manteniment més elevat ja que els seus raspalls es desgasten.

### Sincrònic
En aquest disseny, la velocitat de moviment del camp magnètic es controla, generalment electrònicament, per seguir el moviment del rotor. Per raons de cost, els motors lineals síncrons rarament utilitzen commutadors, de manera que el rotor sovint conté imants permanents o ferro tou. Alguns exemples inclouen les pistoles de bobina i els motors utilitzats en alguns sistemes maglev, així com molts altres motors lineals. En l'automatització industrial d'alta precisió, els motors lineals normalment es configuren amb un estator imant i una bobina mòbil. Un sensor d'efecte Hall està connectat al rotor per fer un seguiment del flux magnètic de l'estator. El corrent elèctric es proporciona normalment des d'un servoaccionament estacionari a la bobina mòbil mitjançant un cable mòbil dins d'un portacable.

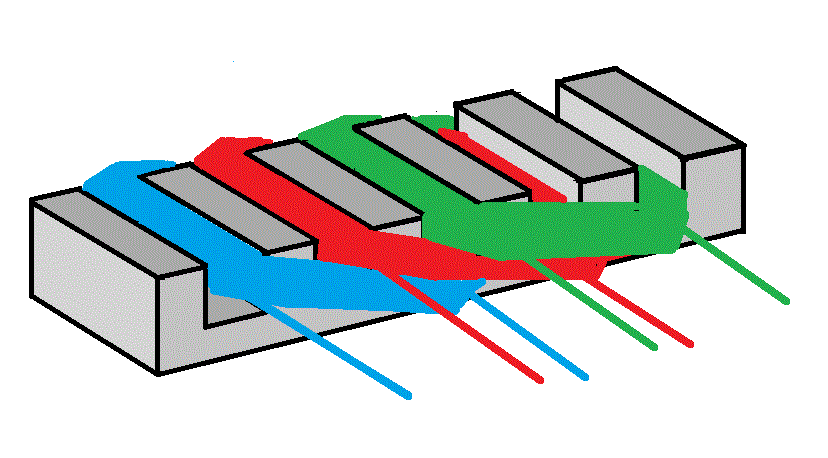
Un típic motor d'inducció lineal trifàsic. Una placa d'alumini a la part superior sovint forma el "rotor" secundari.

### Inducció
En aquest disseny, la força és produïda per un camp magnètic lineal en moviment que actua sobre els conductors del camp. Qualsevol conductor, ja sigui un bucle, una bobina o simplement una peça de placa metàl·lica, que es col·loqui en aquest camp tindrà corrents de Foucault induïts, creant així un camp magnètic oposat, d'acord amb la llei de Lenz. Els dos camps oposats es repel·leixen mútuament, creant així moviment mentre el camp magnètic escombra el metall.

### Homopolar

Esquema de railgun

En aquest disseny es fa passar un gran corrent a través d'un sabot metàl·lic a través de contactes lliscants que s'alimenten per dos rails. El camp magnètic que això genera fa que el metall es projecti al llarg dels rails.

### Tubular
Disseny eficient i compacte aplicable a la substitució de cilindres pneumàtics.

### Piezoelèctric

Acció del motor piezoelèctric

L'accionament piezoelèctric s'utilitza sovint per conduir petits motors lineals.